# Luiza
Luiza este un oraș în  provincia Kasai-Occidental, Republica Democrată Congo. În 2012 avea o populație de 15 960 de locuitori, iar în 2004 avea 13 027.